# غوستاف بيكر
غوستاف بيكر (بالألمانية: Gustav Becker)‏ هو ساعاتي ألماني، ولد في 1819 في Oleśnica ‏ في بولندا، وتوفي في 1889 في بيرتشسغادن في ألمانيا.